# EADDA9223
EADDA9223 é o 35º álbum de estúdio do roqueiro argetino Fito Páez. Lançado em 30 de maio de 2023 pela Sony Music, trata-se de um álbum musical em homenagem aos 30 anos do álbum El Amor Después Del Amor. Todas as canções foram regravadas em versões renovadas e com convidados estelares.
O título do álbum é uma sigla que formada pelas iniciais do álbum original El Amor Después Del Amor, somando os dois últimos algarismos de seu ano de edição, 1992, e do atual lançamento, 2023. Fito Páez assim descreve esse novo álbum:
| “ | "Na minha opinião, não é apenas um álbum. Foi uma verdadeira odisseia musical, sempre surpreendente. O material original tinha de ser destruído de alguma forma: esse era o conceito inicial, no sentido de não ter medo dele, de o poder arrasar, de o virar do avesso. Tínhamos que provar de alguma forma que não existem álbuns sagrados e intocáveis que não podem ser gravados novamente. Sim, de fato, eles podem! E é um exercício musical tão maravilhoso. Pude me deliciar com este novo álbum, é uma prova de que a música - além de ser um elemento central na vida de muitas pessoas - também é uma matéria funcional, com a qual podemos brincar, modelar e ir aonde quisermos. Acho que é o melhor álbum que já fiz até agora, no sentido de que me dei toda a liberdade". | ” |

O trabalho foi indicado ao Grammy Latino de 2023 na categoria "Álbum do ano"

### Faixas
Todas as canções foram compostas por Fito Páez, exceto La Rueda Mágica, por Fito Páez e Charly García
| N.º | Título                              | Intérprete(s)/Convidado(s)                    | Duração |  |
| 1.  | "El Amor Después Del Amor"          | Fito Páez                                     | 4:26    |  |
| 2.  | "Dos Días En La Vida"               | Fito Páez, Lali & Nicki Nicole                | 4:09    |  |
| 3.  | "La Verónica"                       | Fito Páez & Nathy Peluso                      | 6:05    |  |
| 4.  | "Tráfico Por Katmandú"              | Fito Páez & Elvis Costello                    | 3:27    |  |
| 5.  | "Pétalo De Sal"                     | Fito Páez & Chico Buarque                     | 3:10    |  |
| 6.  | "Sasha, Sissí y El Círculo De Baba" | Fito Páez & Mon Laferte                       | 3:59    |  |
| 7.  | "Un Vestido Y Un Amor"              | Fito Páez & Marisa Monte                      | 4:00    |  |
| 8.  | "Tumbas De La Gloria"               | Fito Páez & María Castillo de Lima            | 4:33    |  |
| 9.  | "La Rueda Mágica"                   | Fito Páez, Andrés Calamaro & Conociendo Rusia | 4:09    |  |
| 10. | "Creo"                              | Fito Páez                                     | 5:09    |  |
| 11. | "Detrás Del Muro De Los Lamentos"   | Fito Páez, Antonio Carmona & Estrella Morente | 3:57    |  |
| 12. | "Balada de Donna Helena"            | Fito Páez, WOS & CA7RIEL                      | 5:43    |  |
| 13. | "Brillante Sobre el Mic"            | Fito Páez & Ángela Aguilar                    | 4:07    |  |
| 14. | "A Rodar mi Vida"                   | Fito Páez, David Lebón & Leiva                | 4:37    |  |

## Prêmios e Indicações
| Ano  | prêmio            | Categoria    | Indicação | Resultado | Ref.        |
| ---- | ----------------- | ------------ | --------- | --------- | ----------- |
| 2023 | 24º Grammy Latino | Álbum do ano | EADDA9223 | Indicado  | [ 6 ] [ 5 ] |